# Krimpen aan de Lek

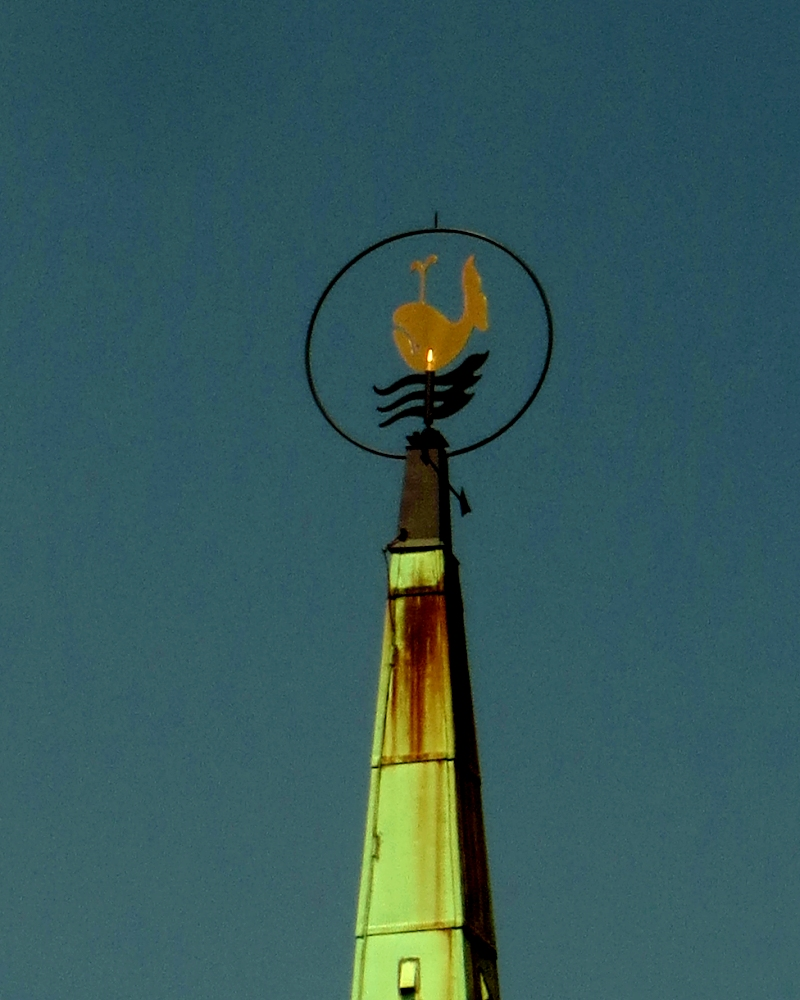
Krimpen aan de Lek, windwijzer kerk met walvis

Krimpen aan de Lek is een dorp in de gemeente Krimpenerwaard in  de Nederlandse provincie Zuid-Holland. Het aan de rivier de Lek gelegen dorp telt in 2023 ca. 6.770 inwoners. Vooral na de opening van de Algerabrug bij Krimpen aan den IJssel werd de Krimpenerwaard, en daarmee ook Krimpen aan de Lek, een geliefd woongebied voor velen die in Rotterdam hun werk hebben.
Het zuiden van Krimpen aan de Lek bestaat voornamelijk uit oude huizen, waaronder enkele huizen aan de dijk daterend uit het begin van de 19e eeuw. Het centrum bestaat uit een aantal kleine flatjes en een nieuw winkelcentrum genaamd De Markt. Veel van de nieuwbouw staat in het noorden. De hoofdstraat eindigt in het zuiden aan de Lek, bij de veerpont naar de beroemde Kinderdijkse molens  in Kinderdijk. In het dorp staan drie kerken, waarbij op de toren van de kerk op de dijk een walvis staat, die aan de voormalige walvisvaart herinnert. Deze walvisvaart vormde ooit een belangrijke bron van inkomsten voor het dorp. Aan de dijk is al geruime tijd een houtzagerij gevestigd. 
In het dorp zijn drie basisscholen: de Wegwijzer, De Prinses Ireneschool en de Floraschool. Verder heeft het dorp een aantal sportaccommodaties: in het oosten ligt aan de dijk, met de straat Schuwacht, het buitenzwembad Schuagt. Bij de nieuwbouw staat de sporthal De Walvis. Verder is er een tennisbaan met de tennisvereniging de TVKL, een voetbalvereniging, V.V. Dilettant, een badmintonclub en een sportschool voor vechtsporten.

## Geschiedenis
De naam Krimpen komt van het oude woord "Crempene", dat "oversteekplaats" betekent. Letterlijk betekent Krimpen aan de Lek dus "oversteekplaats aan de Lek".
Het oudst bekende document waarin de naam Crempene wordt genoemd, dateert uit 2 mei 1064. Dit document maakt een vermelding van de overwinning op de Bisschop van Utrecht door de Hollandse Graaf. Krimpen aan de Lek is het oudste dorp van de Krimpenerwaard.
In 1396 wordt de naam Crimpen en in 1514 Crimpen upte Lek genoemd. Krimpen behoorde tot 1342 aan de Heren van de Leck, daarna tot 1402 aan het geslacht Wassenaar-Polanen en na 1403 was het eigendom van het Huis Nassau. Het was een strategisch bolwerk door het rivierenknooppunt Lek, Noord en Nieuwe Maas. In 1575 werd Krimpen bezet door de Spanjaarden en na een hevige strijd vanaf de rivier en door polders onder water te zetten werd de Krimpense Schans weer bevrijd door de Prins en de Geuzen in 1576.
De ligging aan de rivier is bepalend geweest voor de ontwikkeling van het dorp. In de 18e eeuw (1714-1742) was rederij Van Holst gevestigd in Krimpen aan de Lek. Deze rederij was gespecialiseerd in de walvisvaart. Veel Krimpenaren bemanden de schepen. Straatnamen zoals Groenland, Commandeur en Kakebeen herinneren hier nog aan.
Door de eeuwen heen was er riviervisserij, zoals zalm- en steurvisserij. De zalmbank stond tussen de kerk en het veer. In de loop van de twintigste eeuw kwam door vervuiling van het water een einde aan de zalmvisserij. Naast de visserij waren ook veeteelt, scheepsbouw en handel belangrijke bestaansmiddelen.
Ten westen ligt Krimpen aan den IJssel en naar het oosten Lekkerkerk, waarmee Krimpen aan de Lek tussen 1 januari 1985 en 1 januari 2015 de gemeente Nederlek vormde. Op laatstgenoemde datum ging de plaats samen met de gemeente op in de fusiegemeente Krimpenerwaard.

## Monumenten
Langs de dijk in Schuwacht staat de watertoren van 47 meter hoog. De watertoren is in 1909 gebouwd door Waterleiding Lek en IJssel. Dit was een samenwerking van verschillende omliggende gemeenten voor de drinkwatervoorziening. Het waterleidingcomplex, waaronder de watertoren en het pompgebouw, valt nu onder monumentenzorg.

## Bekende personen
- Harmen Cornelisz van Bol'es (1635-1708), meestertimmerman
- Adriaan Bisdom (1664–1728), notaris en gemeentesecretaris
- Meindert Boogaerdt (1849-1913), houthandelaar en politicus
- Koos Speenhoff (1869-1945), zanger/dichter/cabaretier
- Jacobus Dekking (1898–1973), burgemeester
- Roelof Meijers (1900-19??), politicus en burgemeester
- Marcel Boudesteyn (1971), voetballer
- Rivallino Sleur (1976), voetballer
- Yvonne van Vlerken (1978), atleet
- Teus Nobel (1982), jazz-trompettist en -bugelspeler
- Leendert de Ridder (1990), acteur en presentator

## Foto's

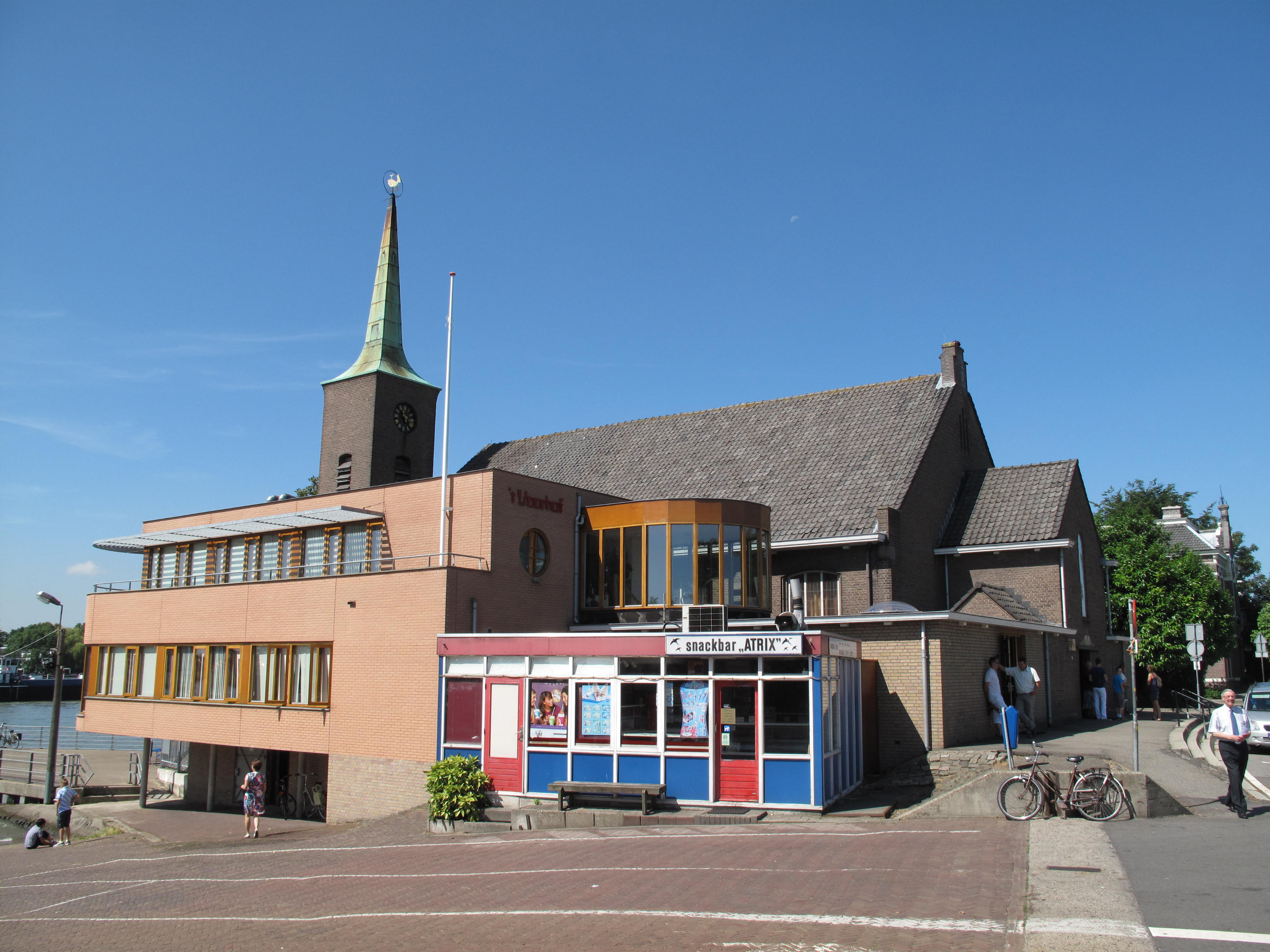
Krimpen a/d Lek, kerk
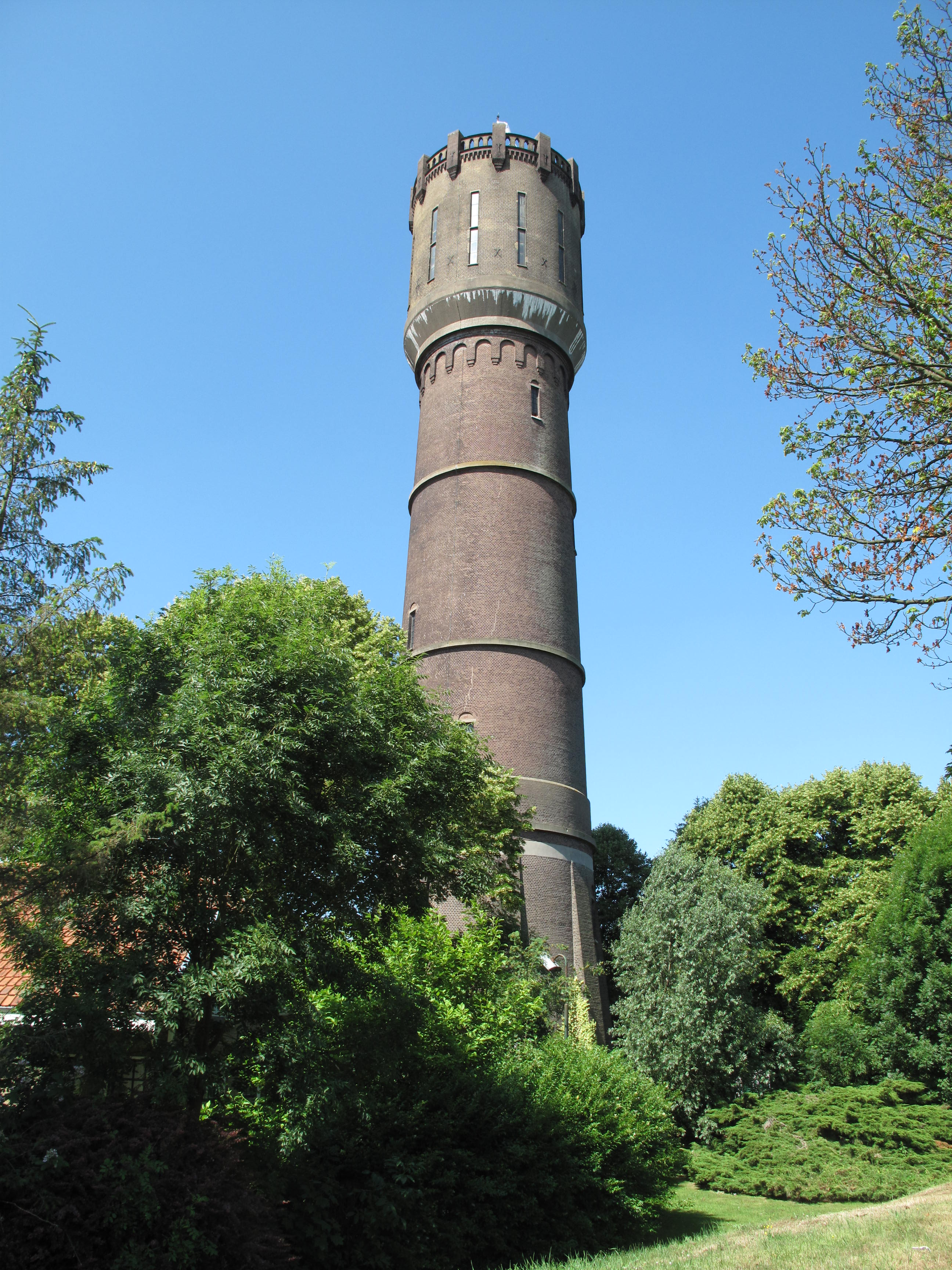
Krimpen a/d Lek, watertoren
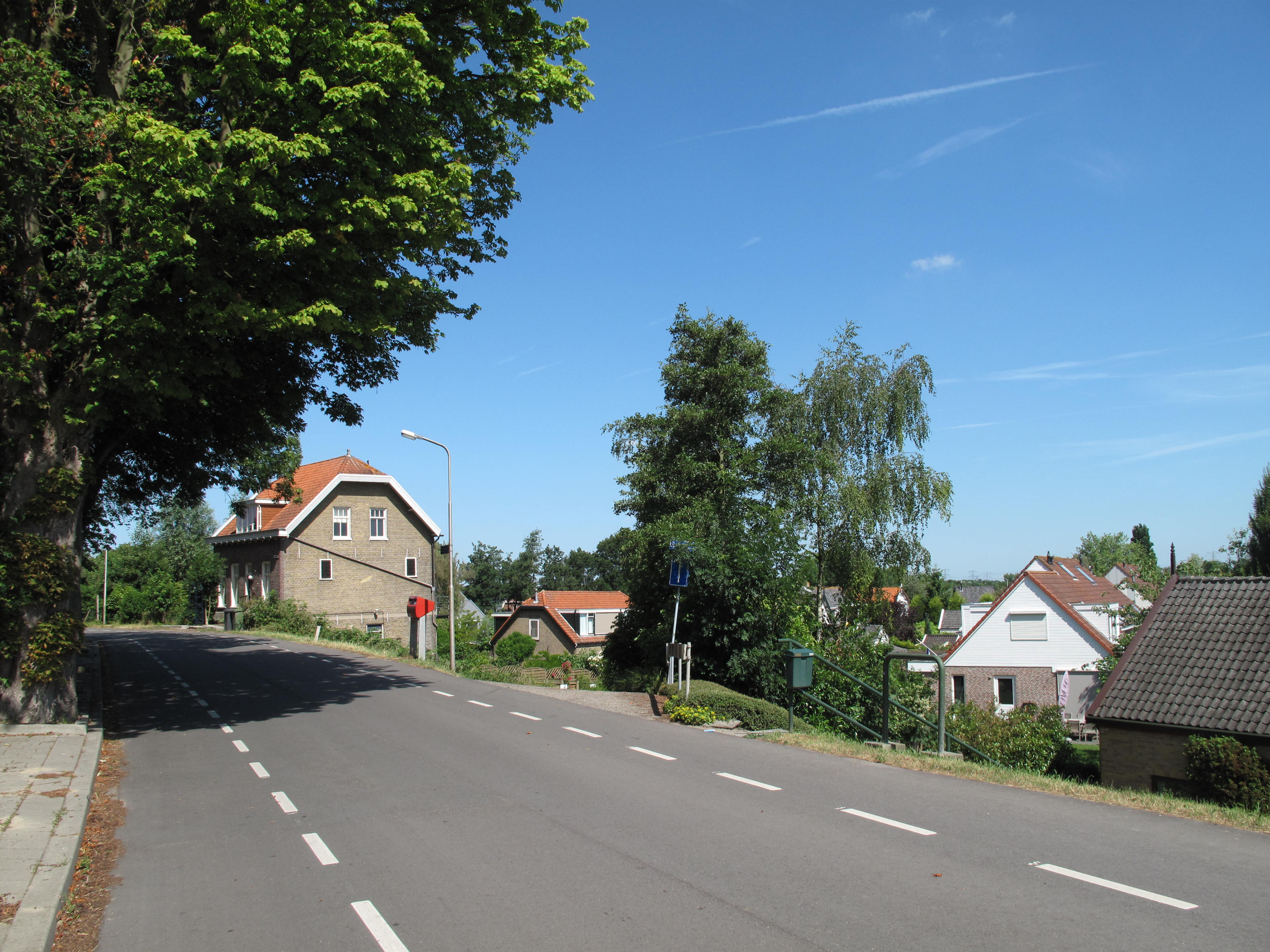
Krimpen a/d Lek, straatzicht
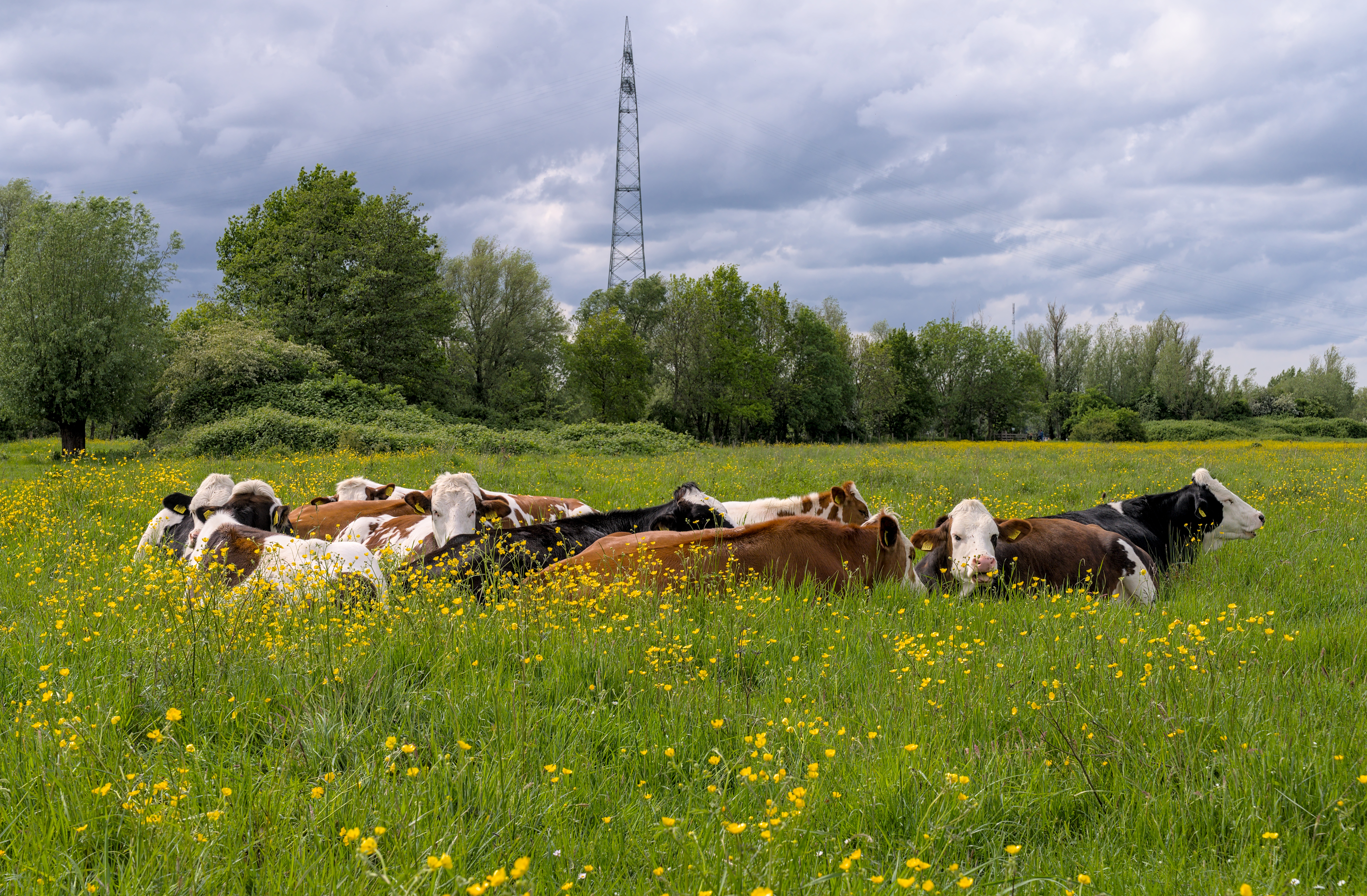
Koeien in natuurgebied de Kleine Zaag
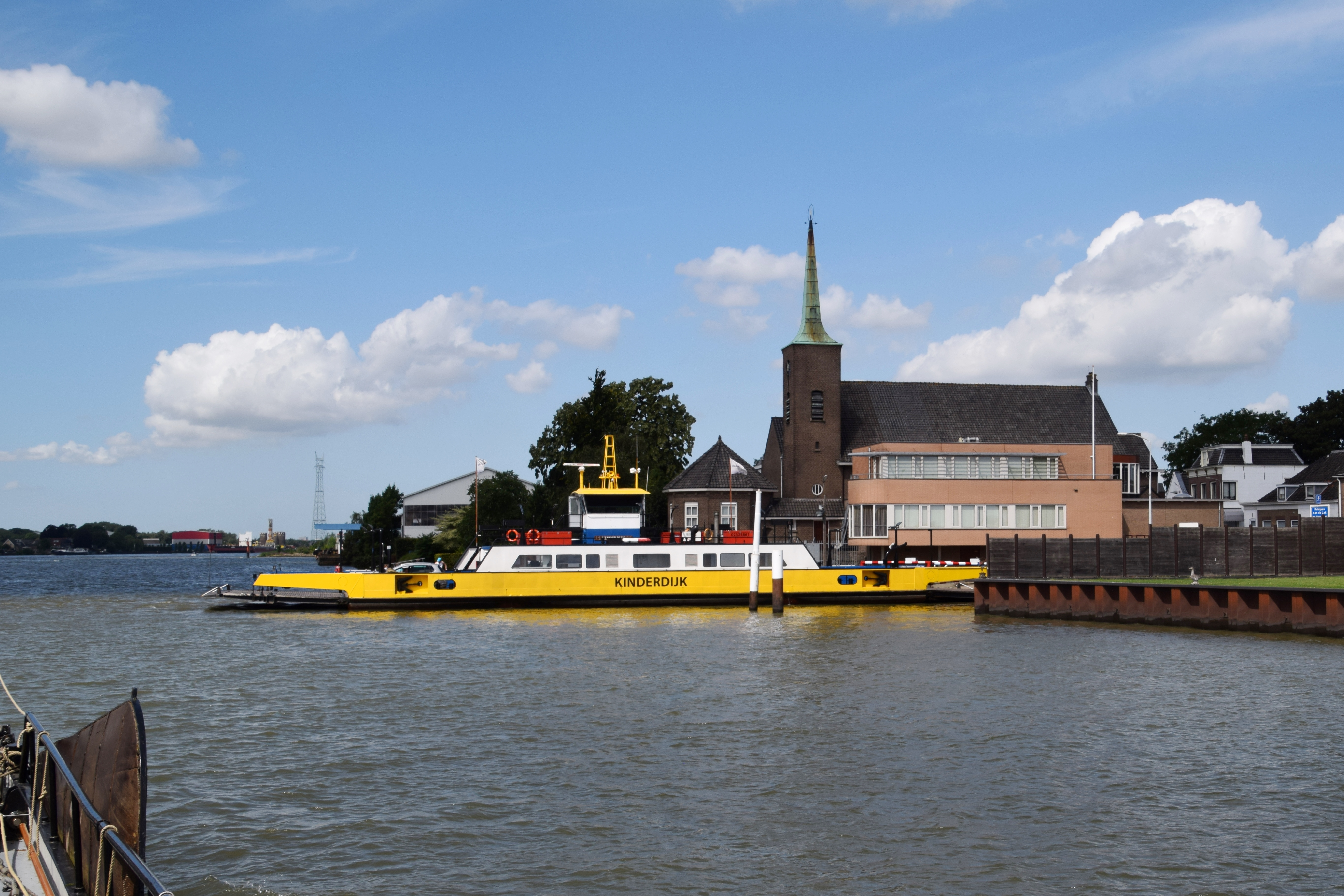
De pont naar Kinderdijk